# Wooburn
Wooburn – wieś w Anglii, w hrabstwie Buckinghamshire, w dystrykcie (unitary authority) Buckinghamshire. Leży 40 km na zachód od centrum Londynu. Miejscowość liczy 770 mieszkańców.